# Amour d'enfance
Amour d'enfance è un film del 2001 diretto da Yves Caumon. È stato presentato alla 54ª edizione del Festival di Cannes nella sezione Un Certain Regard aggiudicandosi il premio di miglior film.